# عملیات کشمیر
عملیات کشمیر (به هندی: Mission Kashmir)فیلمی محصول سال ۲۰۰۰ و به کارگردانی ویدهو وینود چوپرا است. در این فیلم بازیگرانی همچون سانجی دات، هریتک روشن، پریتی زینتا، سونالی کولکارنی، جکی شروف ایفای نقش کرده‌اند.